# الفروش
الفروش یک منطقهٔ مسکونی در قطر است که در شهرداری ام صلال واقع شده‌است. الفروش ۱۱٫۴ کیلومتر مربع مساحت دارد.